# Габітов Абдулла Гісматуллович
Абдулла Гісматуллович Габітов (1910, селище Троїцький приїск Пермської губернії, тепер Російська Федерація — ?) — радянський діяч органів держбезпеки, народний комісар (міністр) внутрішніх справ та державної безпеки Татарської АРСР і Кабардинської АРСР, полковник. Депутат Верховної ради СРСР 3—4-го скликань.

## Біографія
Народився в родині дрібного службовця, батько помер у 1912 році. У 1924 році закінчив п'ять класів школи.
У травні 1924 — листопаді 1925 року — учень-склограф склографічного відділення Свердловського окружного фінансового відділу. У листопаді 1925 — січні 1928 року — учень бухгалтера-рахівника «Уралдержсільскладу» в Свердловську. У січні 1928 — січні 1929 року — рахівник, помічник бухгалтера Уралсільмашспілки сільськогосподарської кооперації в Свердловську.
З січня до грудня 1929 року навчався на курсах майстрів механізованих олійних заводів при Ленінградському сільськогосподарському інституті.
У грудні 1929 — травні 1930 року — інструктор Челябінської районної колгоспспілки. У травні 1930 — січні 1931 року — керуючий міжрайонною конторою олійпрому в селищі Шумиха Челябінського округу.
У січні — грудні 1931 року — старший інспектор Шумихинської районної контрольної комісії — робітничо-селянської інспекції.
У січні — серпні 1932 року — начальник планово-економічного сектора Уралолійпрому в Свердловську.
У серпні 1932 — грудні 1935 року — помічник уповноваженого, уповноважений Повноважного представництва ОДПК по Уралу — УНКВС по Свердловській області. У грудні 1935 — жовтні 1937 року — оперуповноважений 12-го відділення 3-го відділу УДБ УНКВС по Свердловській області.
У жовтні 1937 — 1939 року — оперуповноважений, старший оперуповноважений 12-го відділення 3-го відділу ГУДБ НКВС, начальник відділення НКВС СРСР у Москві. У 1939 — грудні 1940 року — начальник 2-го відділення 2-го відділу Головного економічного управління НКВС СРСР. У грудні 1940 — лютому 1941 року — начальник 3-го відділення 1-го відділу Головного економічного управління НКВС СРСР.
Член ВКП(б) з грудня 1940 до 26 листопада 1958 року.
26 лютого 1941 — 7 травня 1943 року — народний комісар внутрішніх справ Татарської АРСР.
7 травня 1943 — 28 січня 1944 року — народний комісар державної безпеки Татарської АРСР.
28 січня 1944 — 12 березня 1948 року — заступник народного комісара (міністра) державної безпеки Узбецької РСР.
12 березня 1948 — 16 березня 1953 року — міністр державної безпеки Кабардинської АРСР.
16 березня 1953 — 26 березня 1954 року — міністр внутрішніх справ Кабардинської АРСР. У 1953 році закінчив заочно три курси Вищої партійної школи при ЦК КПРС.
26 березня 1954 — 23 червня 1956 року — голова КДБ при Раді міністрів Кабардинської АРСР.
23 червня 1956 — 12 грудня 1958 року — заступник директора із режиму підприємства Міністерства середнього машинобудування СРСР, співробітник чинного резерву КДБ СРСР.
У грудні 1958 року звільнений «за службовою невідповідністю із застосуванням обмеження в пенсійному забезпеченні».
Подальша доля невідома.

## Звання
- сержант державної безпеки (9.02.1936)
- молодший лейтенант державної безпеки
- старший лейтенант державної безпеки (29.05.1940)
- капітан державної безпеки (1.03.1940)
- майор державної безпеки (6.09.1941)
- полковник державної безпеки (14.02.1943)

## Нагороди
- орден Червоного Прапора (5.11.1954)
- три ордени Червоної Зірки (28.11.1941, 23.01.1946, 25.07.1949)
- орден «Знак Пошани» (20.09.1943)
- 4 медалі
- знак Заслужений працівник НКВС (27.04.1940)